# Вальзен (замок)
Вальзен (фр. Château de Walzin) — старинный замок рядом с одноимённой деревней, в коммуне Динан, в провинции Намюр, в регионе Валлония, Бельгия. Комплекс является одним из крупнейших бельгийских замков.

## История

### Ранний период

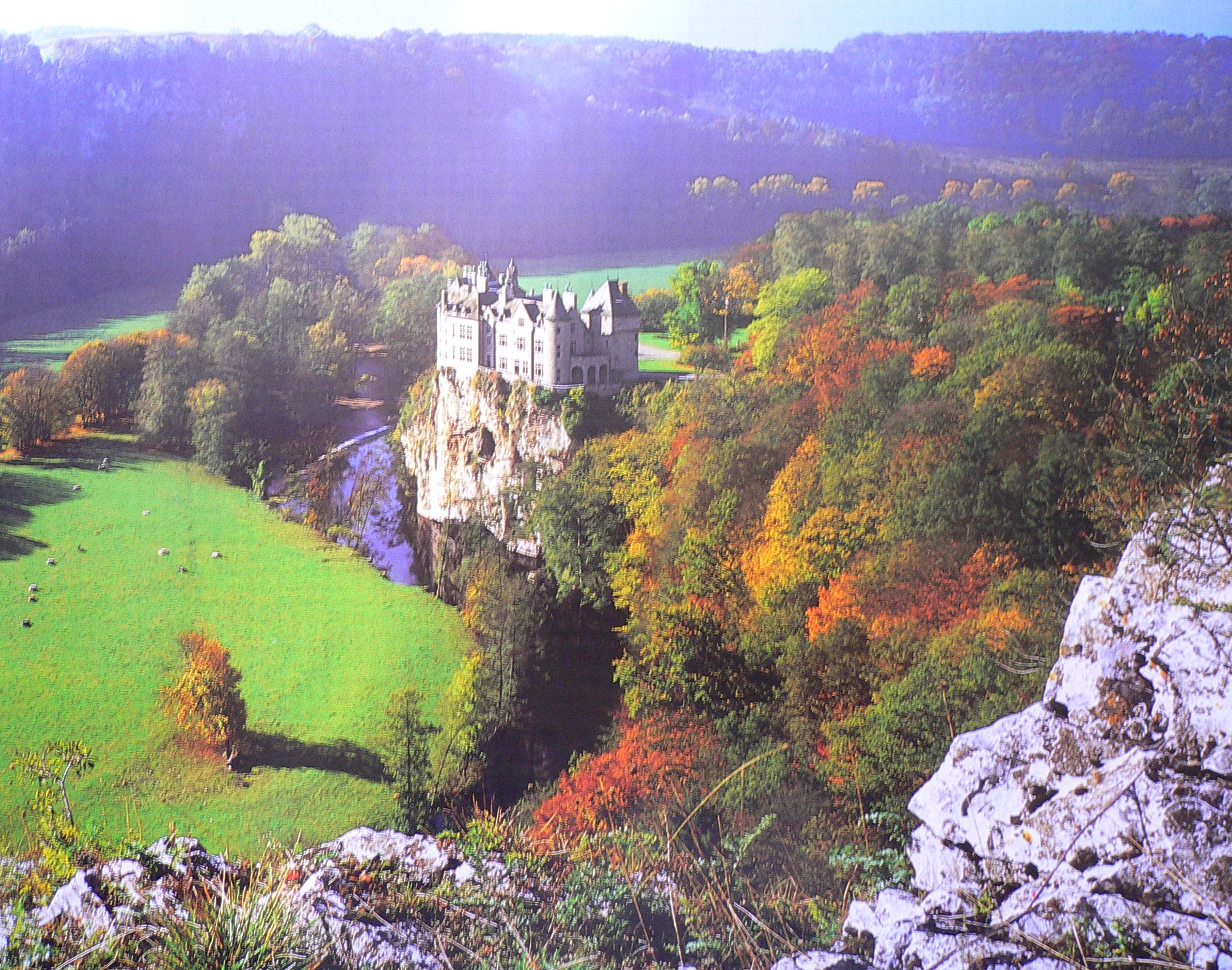
Вид замка и долины

Место, где расположен замок, с древнейших времён было стратегически важным. С одной стороны здесь проходил важный речной торговый маршрут (по реке Лес) в сторону Мааса, а c другой — рядом пролегала дорога из Динана в сторону Франции.
В XI веке здесь появился первый каменный замок. Инициатором его строительства был либо Теодуин Баварский, князь-епископ Льежа, либо Конон де Монтегю, граф Рошфор и соратник знаменитого Готфрида Бульонского в Первом крестовом походе. Замок не только позволял держать под контролем торговые маршруты, но служил форпостом и передовой линией обороны города Динан. Единственный путь к Динану с южной стороны проходил через брод около Вальзена.
16 сентября 1237 года между Генрихом IV, герцогом Лимбургским, и принцем-епископом Льежским был заключен договор о Вальзене.

### XV век

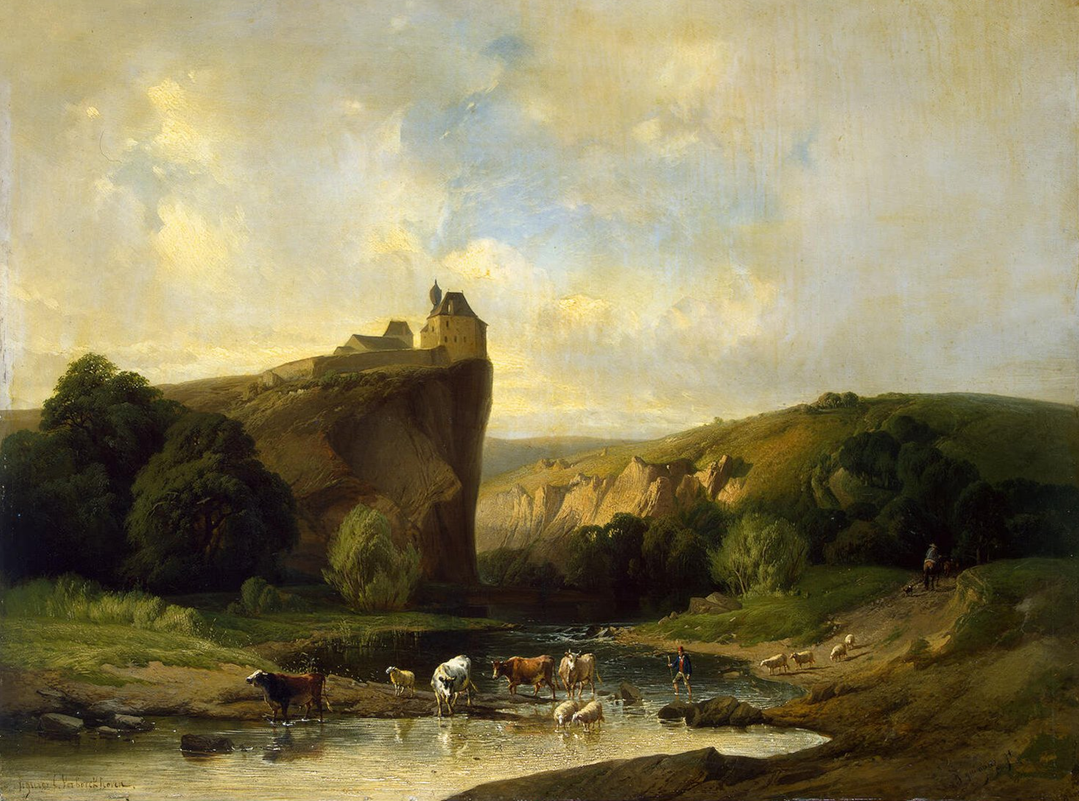
Замок на картине Кино, Жозеф 1822 года

В течение XV века замок подвергался многочисленным осадам. При этом крепость не раз была разрушена, но в короткий срок оказывалась восстановлена. Владельцы Вальзена являлись вассалами князей-епископов Льежа и были вовлечены в непрекращающиеся конфликты, которые происходили между епископством и его врагами. Главными из них был двое: герцог Бургундский Филипп III Добрый и император Священной Римской империи Максимилиан I Австрийский. Самые разрушительные осады пришлись на 1466 год (во время войны с бургудцами) и на 1489 год (во время вторжения имперской армии).
Согласно популярной легенде, в 1468 году крепость Вальзен стала собственностью Катрин де Крой Шиме (из влиятельного рода Крой), которая вышла замуж за Робера де Ламарк, герцога Буйонского. От этого союза и ведут свой род все последующие владельцы замка. Но это маловероятно, поскольку Катрин де Крой родилась около 1471 года, а её муж Робер де Ламарк — в 1468 году.
Около 1480 года перешёл под контроль Гийома де Ламарк, получившего за свои разбойные нападения прозвище «Арденнский вепрь». Мятежный нрав Гийома привёл к новой волне разорительных конфликтов. Всё усложнялось тем, что окрестные земли стали полем битв во время затяжных войн между императором Карлом V и королём Франции Генрихом II. Территории вокруг Вальзена подверглись полному опустошению.

### XVI век
В 1554 Франциск I Клевский, герцог Неверский, завладел замком, разместил здесь свой гарнизон и устроил в крепости штаб-квартиру.
В 1581 собственницей замка оказалась Адриенна де Бранденбург-Берлемон, дочь Шарля де Берлемон (кавалера Ордена Золотого руна и советника могущественной герцогини Маргариты Пармcкой) и Адриенны де Линь (из старинного рода де Линь). Она провела реконструкцию замка, значительно его расширила и усилила внешние укрепления.

### XVII

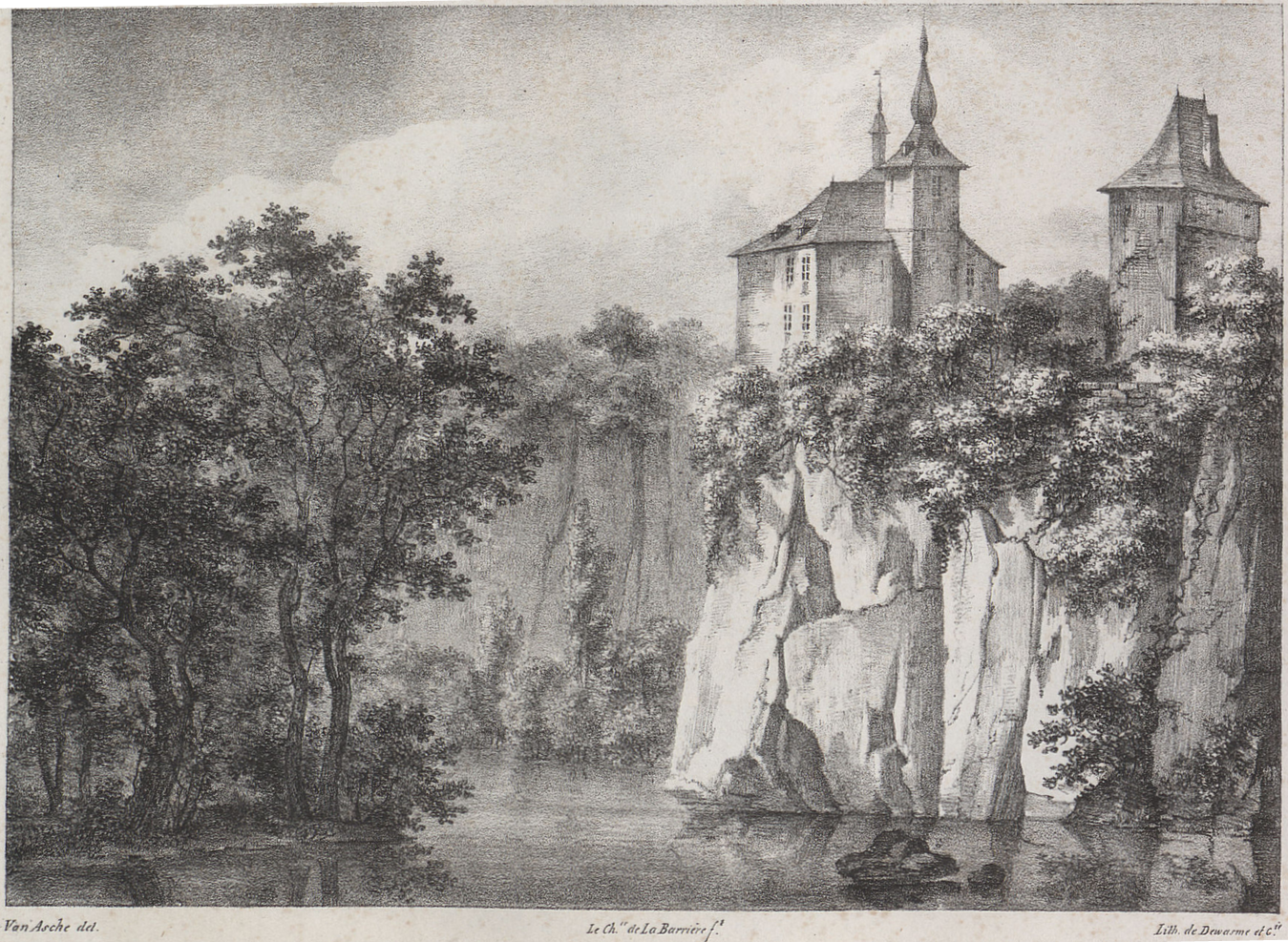
Замок на литографии де ла Баррьер, Проспер 1823 года

Новые испытания выпали на долю защитников Вальзена в XVII веке. Замок занимал ключевую позицию в долине Мааса на пути к Динану, а значит вторжения войск Людовика XIV в Нидерланды в 1675 и в 1692 годах приводили к новым осадам крепости и разорению окрестных земель.

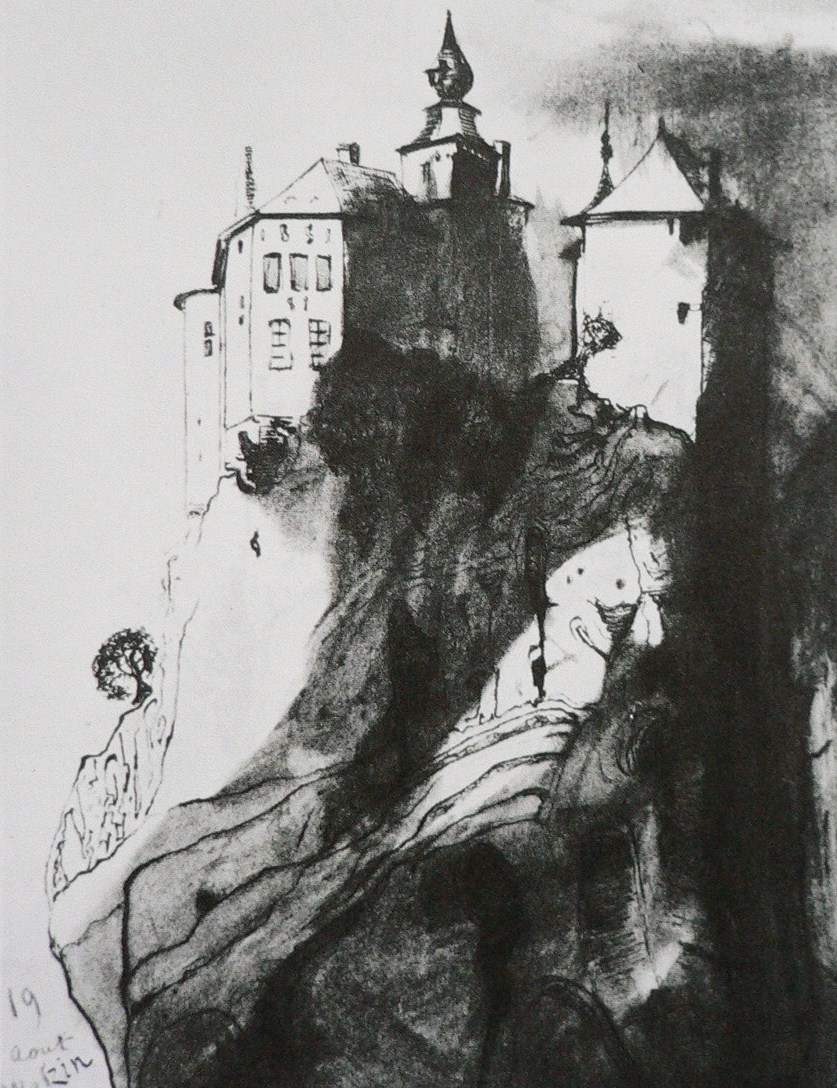
Замок на рисунке Виктора Гюго

### XVIII
В ходе восстановления Вальзена бывшая крепость стала больше походить на роскошную резиденцию. Однако спокойные десятилетия оказались прерваны Великой Французской революцией. Замку был нанесён огромный ущерб в 1793 году во время вторжения в Голландию французской революционной армии. В числе невосполнимых потерь оказались сгоревшие архивы, где хранились бесценные документы за несколько столетий.

### XIX—XX века
С 1850 года замок принадлежит семье Альфреда Бругман де Вальзен. Этот человек потратил значительные средства на восстановление замка и возвращение ему прежнего лоска. Реставрационными работами в 1881 году руководил известный архитектор Эмиль Жанле.
Новые масштабные реставрационные работы пришлись на 1930-е годы. Их инициатором стал барон Фредерик Бругман де Вальзен. На этот раз проект подготовил архитектор Октав Флано. Он придал фасаду, который обращён к реке, романтический вид. Эта часть комплекса, протянувшаяся более чем на сто метров, с той поры осталась практически без изменений. Проект парка и садов составил архитектор Луи-Жюльен Брейдель, автор Ботанического сада Брюсселя.

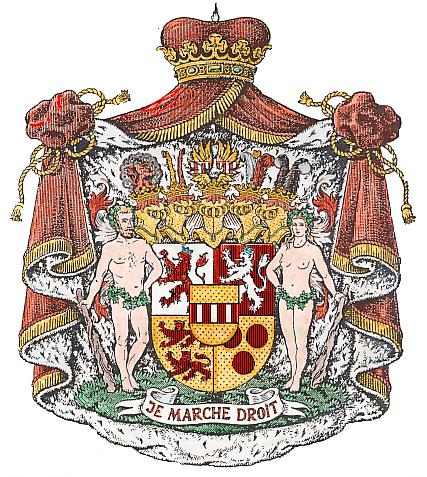
Герб рода Лимбург-Штирум

Дочь Фредерика, Мирей Бругман де Вальзен, стала владелицей замка и поместья в 1945 году. Её супруг, барон Альберт де Радзицки д’Островик, также сделал большой вклад в процветание усадьбы. В частности, он восстановил живописные сады, окружавшие замок.
Впоследствии замок выкупил граф Алексис де Лимбург-Штирум из старинного рода Лимбург-Штирум. Его семья известна с IX века. Сам граф является прямым потомком Генриха IV, герцога Лимбургского, и Гийома де Ламарк, «Арденнского вепря».

## Расположение
Замок находится на 50-метровой отвесной скале, которая возвышается над рекой Лес. К настоящему времени из прежних фортификационных сооружений остались лишь отдельные фрагменты. Главное здание состоит из двух крыльев, смыкающихся почти под прямым углом.
Уникальный вид комплекса, который как будто является продолжением вертикальной скалы, вдохновляли многих людей из мира искусства. Вальзен часто называют «Бельгийским Нойшванштайн». Его рисовали такие художники как Ремакль Ле Лу в 1744 году и Гюстав Курбе в 1846 году. А Виктор Гюго посещал замок 19 августа 1863 года и также и зарисовал его.

## Современное состояние
Поместье и замок Вальзен являются частным владением. Свободное посещение невозможно. Однако замок прекрасно виден с противоположного берега реки.

## Галерея

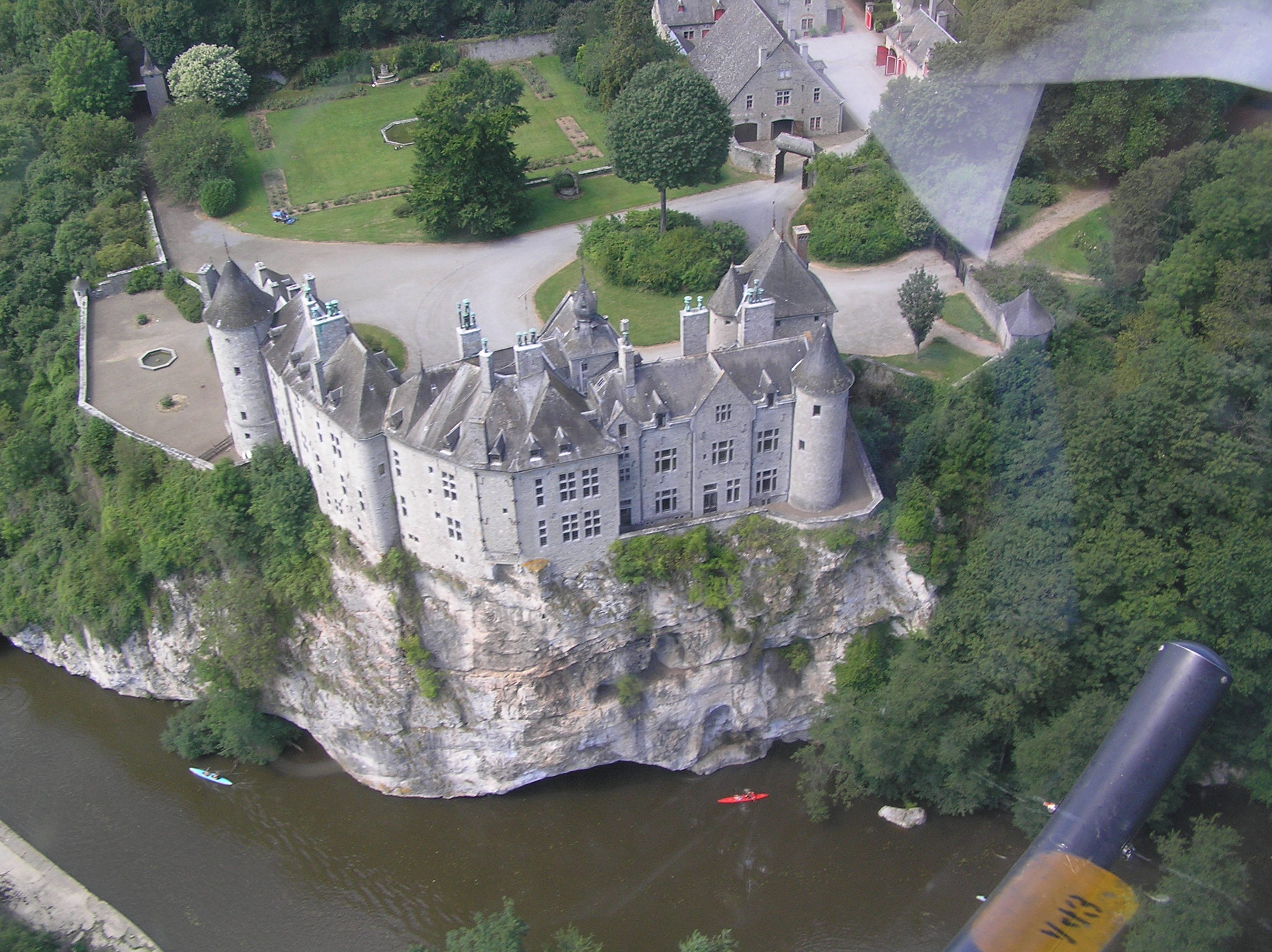
Восточная сторона замка с горы на северном берегу реки
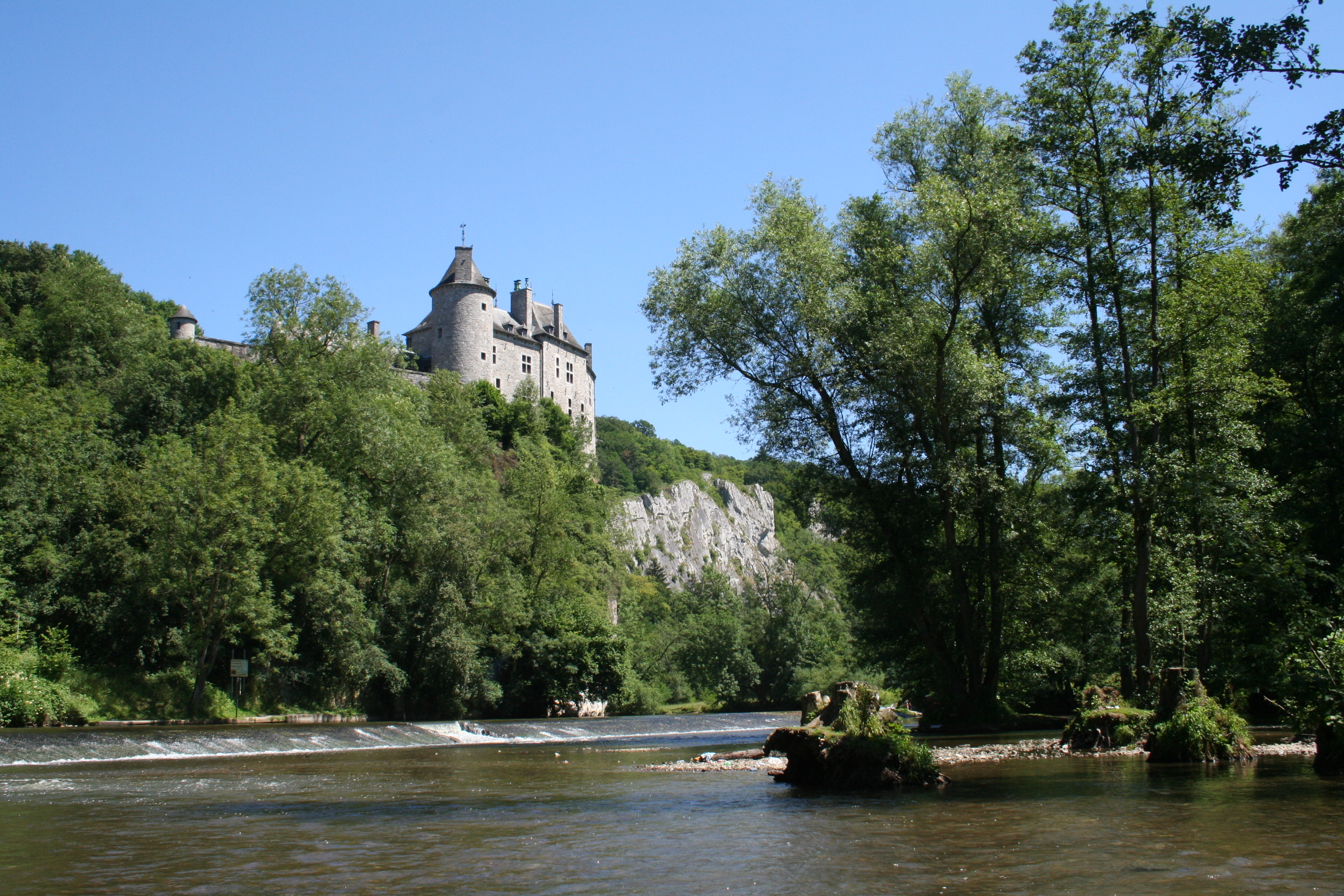
Вид замка с западной стороны
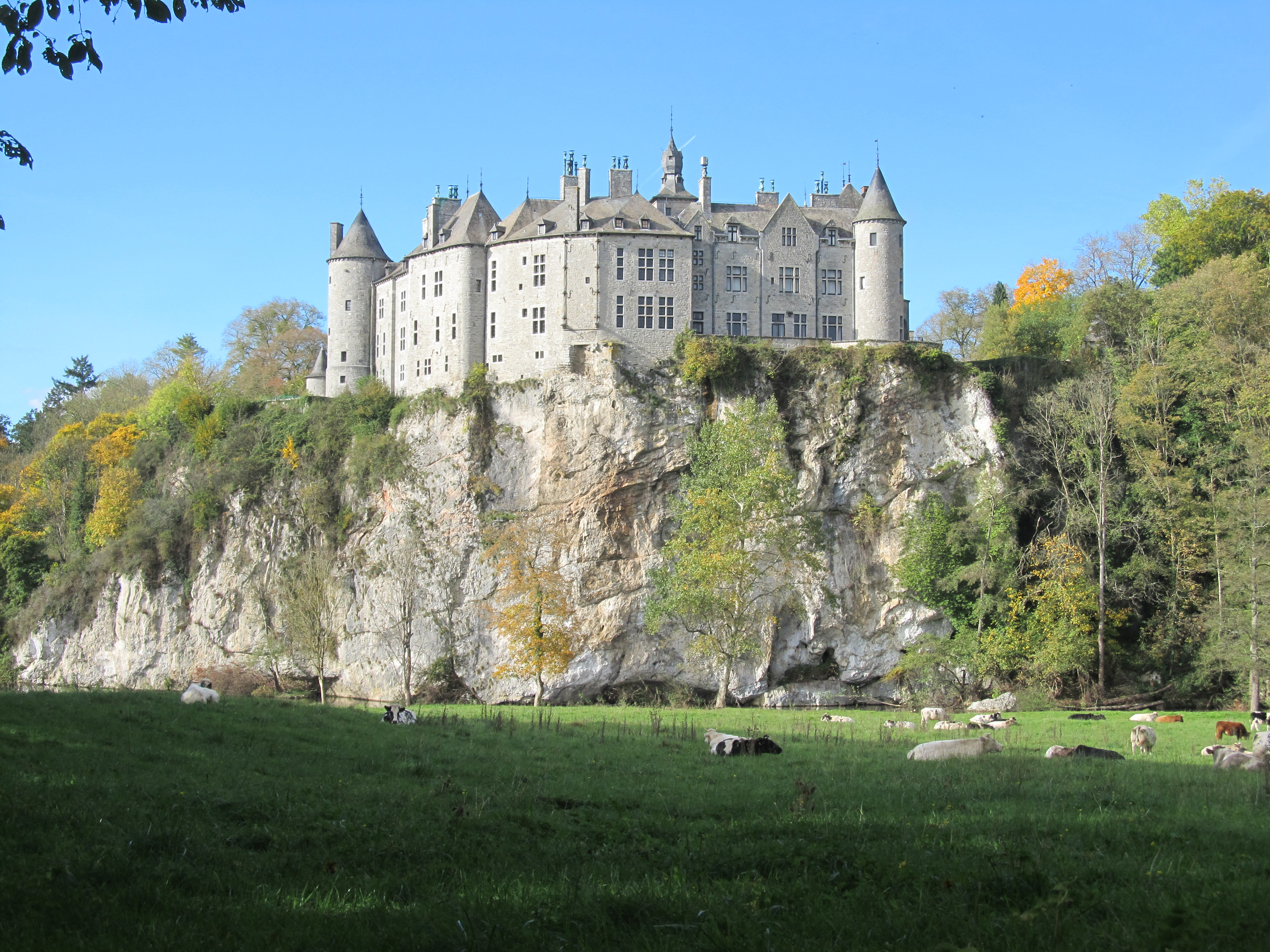
Общий вид фасада, обращённого к реке
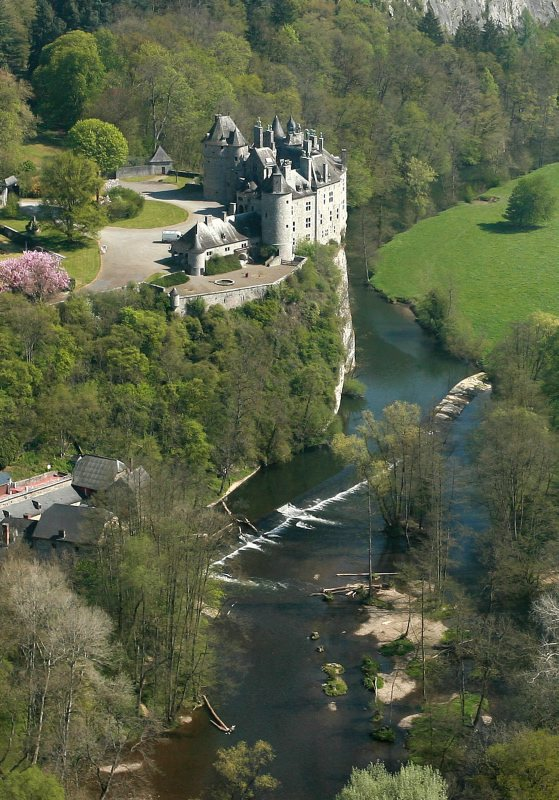
Вид комплекса с высоты птичьего полёта с западной стороны
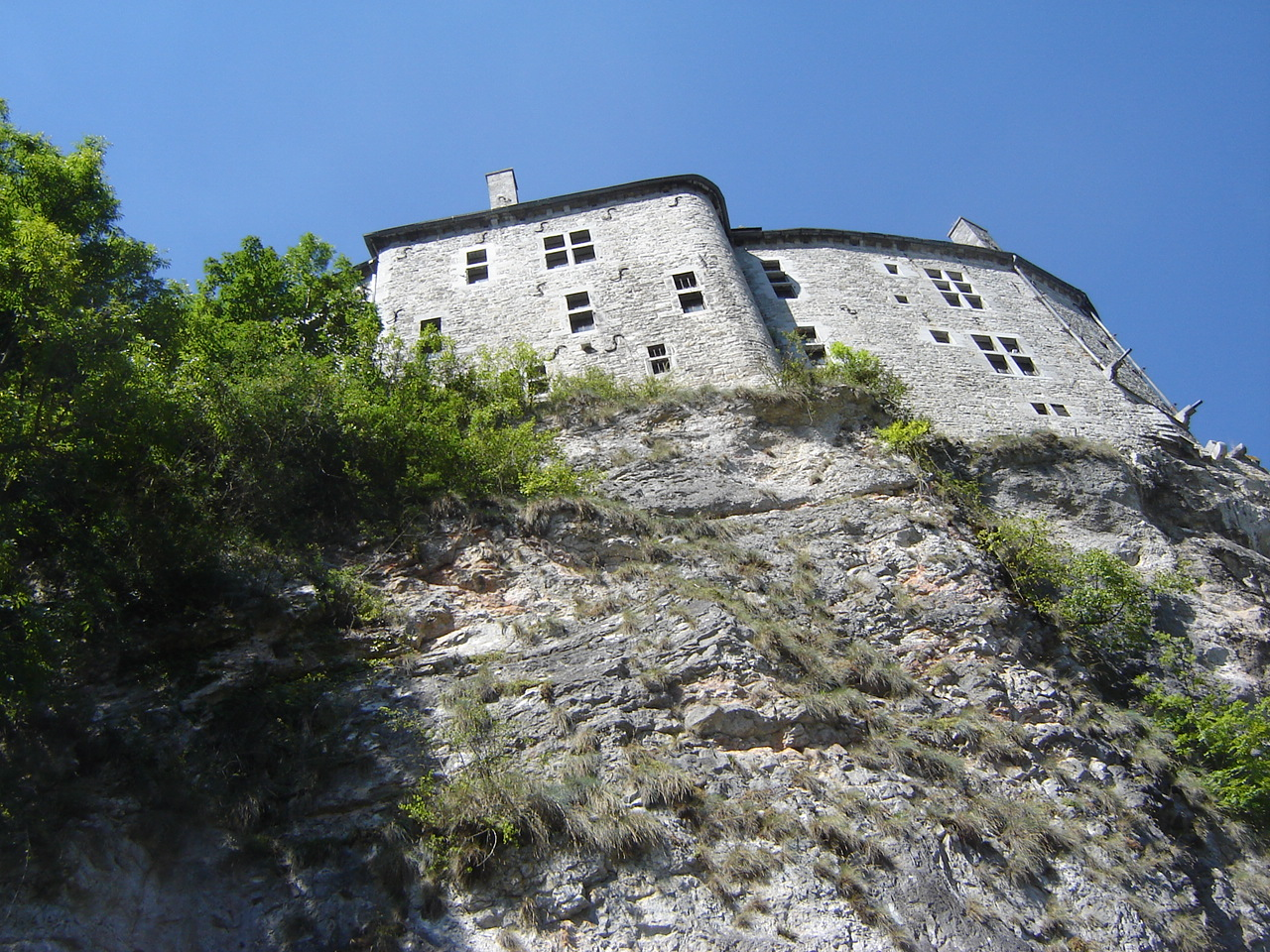
Южная стена замка снизу